# Liste von Burgen und Schlössern in Mecklenburg-Vorpommern

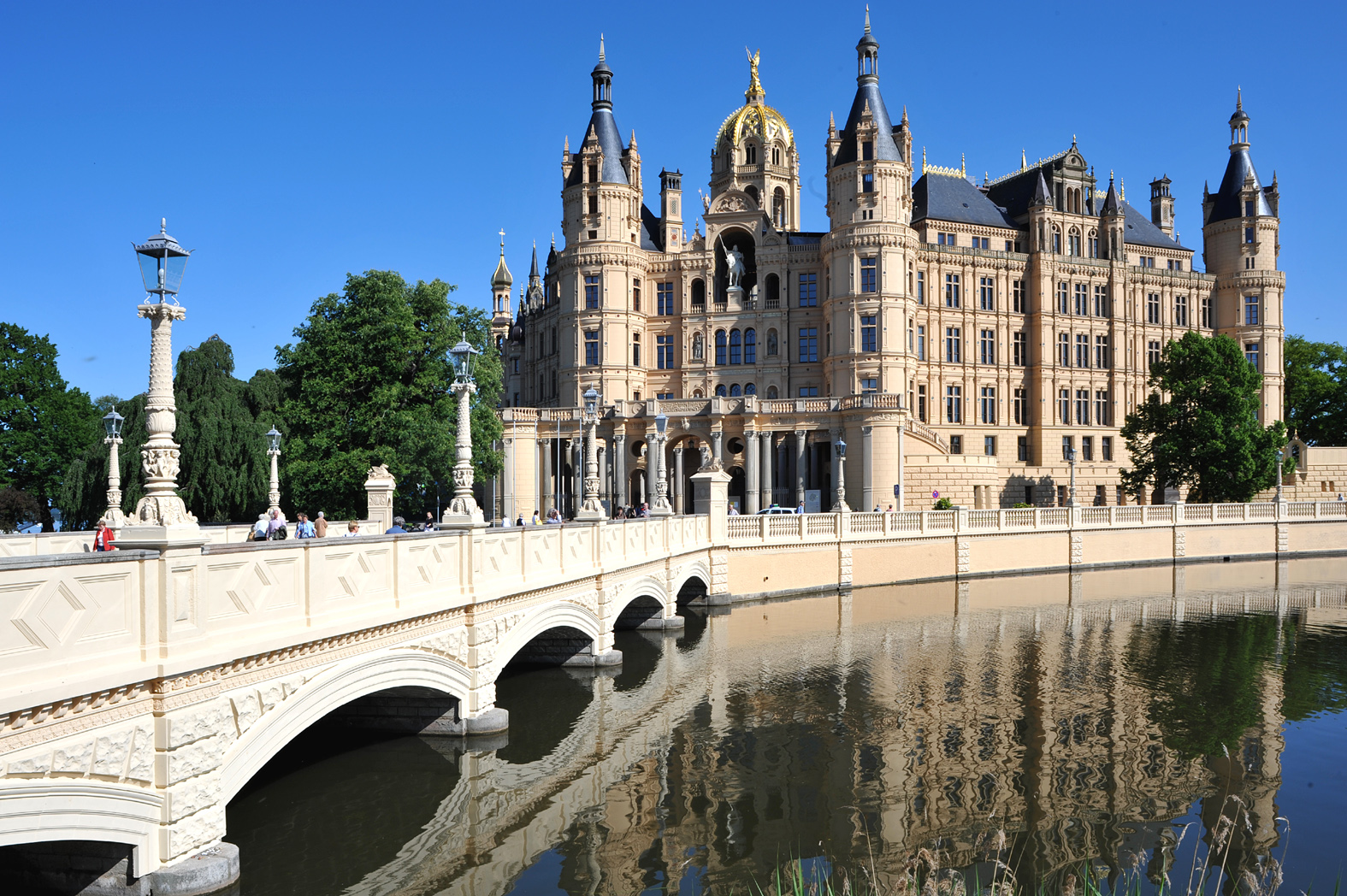
Schweriner Schloss, heute Sitz des Landtages von Mecklenburg-Vorpommern

Auf dem Gebiet des heutigen deutschen Landes Mecklenburg-Vorpommern befindet sich eine Vielzahl von Schlössern, Burgen und Gutshäusern, insgesamt über 2000. Diese zum Teil auf eine tausendjährige Geschichte zurückblickenden Bauten waren Schauplatz historischer Ereignisse, Wirkungsstätte bekannter Persönlichkeiten und sind häufig noch heute imposante Gebäude. Nicht aufgeführt sind Zier- und Nachbauten, die nie als Wohngebäude oder zur Verteidigung genutzt wurden.
Neun historische Schlossanlagen, acht davon im Landesteil Mecklenburg sowie bislang eine Schlossanlage im Landesteil Vorpommern, werden seit Januar 2018 von der neuen Oberen Landesbehörde Staatliche Schlösser, Gärten und Kunstsammlungen Mecklenburg-Vorpommern verwaltet: Schloss Bothmer, Schloss und Garten Wiligrad, Schloss und Schlossgarten Schwerin, Schloss und Garten Ludwigslust, Schloss und Garten Güstrow, Schlossgarten Neustrelitz, Schloss und Garten Mirow, Schloss und Garten Hohenzieritz sowie das Jagdschlossensemble Granitz.

## Residenzschlösser
Im engeren Sinne sind lediglich die ehemaligen Residenzen der pommerschen und mecklenburgischen (Mecklenburg-Strelitzer und -Schweriner) Herzöge tatsächliche „Schlösser“, dienten also als offizielle Wohnsitze der Landesherren. Andere als Schlösser bezeichnete Bauten sind in der Regel durch adlige oder nichtadlige Gutsherren bewohnte Landsitze, sogenannte Gutshäuser bzw. Herrenhäuser.
Siehe Abschnitt: Als Schloss bezeichnete Gutshäuser
Neben den großen (meist am Rande der Innenstadt gelegenen) Residenzschlössern und den Landschlössern gab es auch einige herzogliche Stadtpalais, wie das Palais Neubrandenburg, das Rostocker Palais nebst Barocksaal, das Doberaner Große Palais und das Alte sowie das Neustädtische Palais in Schwerin. Eine Besonderheit ist die herzogliche Alexandrinen-Cottage in Heiligendamm direkt an der Ostsee.
Im Herzogtum Mecklenburg-Schwerin fungierten die Schlösser in Güstrow, Ludwigslust, Dargun und Schwerin als herzögliche Residenzen. Das Schloss in Dargun ist seit 1945 nur noch als Ruine vorhanden. Gelbensande diente als herzogliches Jagdschloss. Das Schloss Remplin wurde auf Mecklenburg-Schweriner Land von Strelitzer Herzögen erbaut, nur noch der Nordflügel ist davon erhalten.
Im Herzogtum Mecklenburg-Strelitz gab es die Hauptresidenz Schloss Neustrelitz und die Nebenresidenzen Hohenzieritz, Mirow und Neubrandenburg. Die Schlösser in Neustrelitz und Neubrandenburg wurden durch den Zweiten Weltkrieg sowie anschließende Brandstiftungen und spätere Abrisse weitgehend ausgelöscht, der Neustrelitzer Schlosspark und das Neubrandenburger Belvedere blieben erhalten. Mehrere Akteure streben den Wiederaufbau der Mecklenburg-Strelitzer Hauptresidenz in Neustrelitz an. Im Unteren Schloss von Mirow wurde die spätere englische Königin (Sophie) Charlotte geboren. Das heute zum Gebiet des Landes Brandenburg gehörige Schloss Fürstenberg wurde als Witwensitz der mecklenburgischen Herzogin Dorothea Sophie erbaut. Als letzte Residenz im Staat Mecklenburg-Strelitz wurde 1913 bis 1915 das großherzogliche Parkhaus in Neustrelitz unter Adolf Friedrich VI. errichtet.
Schloss Ueckermünde, Schloss Ludwigsburg und Schloss Pudagla sind verbliebene herzoglich-pommersche Residenzen im heutigen Deutschland. Das Schloss Wolgast wurde mehrmals zerstört und verschwand 1820 vollständig aus dem Stadtbild. Im heute polnischen Teil Pommerns können die restaurierten Greifenschlösser in Stettin, Rügenwalde und Stolp besucht werden.
Die Residenzanlagen von Bothmer, Granitz, Güstrow, Ludwigslust, Hohenzieritz, Mirow, Neustrelitz, Schwerin und Wiligrad sind im Besitz des Landes Mecklenburg-Vorpommern. Für ihre weitere Restaurierung unter Leitung des Agrarministeriums werden bis 2020 rund 60 Millionen Euro u. a. aus EFRE-Mitteln bereitgestellt.
| Name                         | Gemeinde                | Land- kreis Koord. | Landesteil           | Bauzeit            | Besonderheiten | Abbildung |
| ---------------------------- | ----------------------- | ------------------ | -------------------- | ------------------ | --- | --------- |
| Schloss Dargun               | Dargun                  | MSE Koord.         | Mecklenburg-Schwerin | 16. Jh.            | Seit 1945 Ruine, ein Hauptwerk des norddeutschen Schlossbaus, Arkaden mit toskanischer Säulenordnung im Erdgeschoss, ionischer Ordnung in der Mitteletage und runden Holzsäulen im Obergeschoss |           |
| Jagdschloss Friedrichsmoor   | Neustadt-Glewe          | LUP Koord.         | Mecklenburg-Schwerin | 1793               | eingeschossiger, dreiflügeliger Fachwerkbau, Planungen des Hofbaumeisters Johann Christoph Heinrich von Seydewitz, im Gartensaal Szenentapete „la chasse á Compiègne“ (Die Jagd von Compiegne) von 1814 |           |
| Jagdschloss Friedrichsthal   | Schwerin-Friedrichsthal | SN Koord.          | Mecklenburg-Schwerin | 1790–1805          | zweigeschossiger Fachwerkbau |           |
| Schloss Gadebusch            | Gadebusch               | NWM Koord.         | Mecklenburg-Schwerin | 1573               | Renaissanceschloss mit Terrakotten aus der Lübecker Werkstatt des Niederländers Statius von Düren, typisches Beispiel norddeutscher Backsteinrenaissance, Baumeister Christoph Haubitz |           |
| Jagdschloss Gelbensande      | Gelbensande             | LRO                | Mecklenburg-Schwerin | 1885–1887          | nach den Plänen des mecklenburgischen Hofbaurates Gotthilf Ludwig Möckel, Schmuck- und Gestaltungselemente aus russischen Schlössern und Bojaren-Häusern, 1904 Verlobung der Prinzessin Cecilie von Mecklenburg-Schwerin mit Kronprinz Wilhelm von Preußen im Jagdschloss |           |
| Schloss Güstrow              | Güstrow                 | LRO Koord.         | Mecklenburg-Schwerin | 1558–1671          | eines der bedeutendsten Renaissancebauwerke Norddeutschlands, aufwändig verputzter Backsteinbau, an den Fassaden und im Inneren zahlreiche Formelemente aus der Antike |           |
| Schloss Hohenzieritz         | Hohenzieritz            | MSE Koord.         | Mecklenburg-Strelitz | 1747–1751          | heute weitgehend frühklassizistisch, massives Erdgeschoss und Fachwerk-Obergeschoss verputzt, der Sockel mit imitiertem Bossenwerk, ionische Kapitelle aus geschnitztem Eichenholz, hohes Walmdach mit Dreiecksgiebeln über Risaliten |           |
| Schloss Ludwigsburg          | Ludwigsburg             | VG Koord.          | Vorpommern           | 16. Jh.            | weitgehend original erhaltener Renaissancebau der pommerschen Herzöge, dreigeschossiges zwölfachsiges Gebäude mit geputzter Fassade, Torscheune mit Durchfahrt und Schmuckportal von 1742 mit Familienwappen, spätbarocker Park mit etwa 100 Meter langer Lindenallee |           |
| Schloss Ludwigslust          | Ludwigslust             | LUP Koord.         | Mecklenburg-Schwerin | 1774               | von 1763 bis 1837 Hauptresidenz der (Groß-)Herzöge von Mecklenburg-Schwerin, großflächige Anlage mit Schloss als Mittelpunkt und Hofkirche als architektonischem Gegengewicht, nach Entwürfen des Architekten Johann Joachim Busch, diente vorerst nur als schlichtes Jagdhaus, Barockgarten im Stil eines Englischen Landschaftsgartens, drei Vollgeschosse und ein Mezzanin, als Schmuck 40 allegorische Sandsteinfiguren, 18 Ziervasen und eine Wappenkartusche                           |           |
| Schloss Mirow                | Mirow                   | MSE                | Mecklenburg-Strelitz | 1749–1752          | Barocker dreigeschossiger Putzbau mit H-förmigem Grundriss in Insellage mit parkartiger Gestaltung, Innenausstattung teilweise erhalten, Kavalierhaus von 1756/60, Torhaus von 1588 und Johanniterkirche aus dem 14. Jahrhundert |           |
| Neues Schloss Neustadt-Glewe | Neustadt-Glewe          | LUP Koord.         | Mecklenburg-Schwerin | 1717               | zweigeschossige Dreiflügelanlage im Stil des holländischen Klassizismus mit Ehrenhof, Innendecken mit aufwändigen Stuckarbeiten |           |
| Palais Neubrandenburg        | Neubrandenburg          | MSE                | Mecklenburg-Strelitz | ab 1775            | 1945 zerstört, Sommer- und Nebenresidenz der (Groß-)Herzöge von Mecklenburg-Strelitz, um 1820 nach den Entwürfen des Hofbaumeisters und Bildhauers Christian Philipp Wolff (1772–1820) im klassizistischen Stil umgebaut, nach 1918 städtisch genutzt, ein Schauplatz der Humoreske Dörchläucting von Fritz Reuter (1867). |           |
| Schloss Neustrelitz          | Neustrelitz             | MSE Koord.         | Mecklenburg-Strelitz | 1726–1731          | 1945 zerstört, Hauptresidenz des (Teil-)Herzogtums Mecklenburg-Strelitz, Sitz der (Groß-)Herzoglichen Familie, um 1755 Errichtung der Treppenanlagen nach dem Vorbild von Versailles, 1865 stadtseitiger Schlossflügel nach Entwürfen von Friedrich August Stüler überformt, einschneidende Um- und Erweiterungsbauten von 1905 bis 1909 mit Anbau drei weiterer Flügelbauten; der Schlosspark mit der klassizistischen Orangerie und weiteren bedeutenden Elementen ist weitgehend erhalten |           |
| Jagdschloss Prillwitz        | Prillwitz               | MSE Koord.         | Mecklenburg-Strelitz | 1890               | Jagdschloss im Stil einer Vorstadtvilla nach Plänen von Baurat Eugen Müschen, Wände im Inneren teilweise mit eingemauerten Austernschalen und Weinbergschneckengehäusen als „Grotte“ gestaltet |           |
| Schloss Pudagla              | Pudagla                 | VG Koord.          | Vorpommern           | 1574               | ehemaliges Schloss der Herzöge von Pommern, zweigeschossiger, weitgehend schmuckloser Putzbau mit zwölf Achsen und rundem Erker an der Südwestecke, Krüppelwalmdach mit Fledermausgauben, Hauptportal von Pilastern gerahmt, oberhalb des Portals Wappen Pommerns und Inschriftentafel, Rückseite Vorbau mit überwölbter Wendeltreppe, 1731 bis 1824 Sitz des Generalpächters und Amtmanns, zu DDR-Zeiten und nach der Wiedervereinigung Gaststätte                                          |           |
| Schloss Remplin              | Malchin                 | MSE                | Mecklenburg-Schwerin | 1750, 1865 (Umbau) | 1852 erwarb Herzog Georg zu Mecklenburg, der jüngere Sohn des Großherzogs Georg von Mecklenburg-Strelitz, aus Anlass seiner Hochzeit mit Großfürstin Katharina Michailowna Romanowa Gut und Schloss als Fideikommissherrschaft für sich und seine Nachkommen. Er ließ das barocke Schloss und den Park umbauen. 1940 wurde der Hauptbau bis auf den Nordflügel zerstört; Torturm, Kirchen und Sternenwarte sowie Nebengebäude sind erhalten.                                                 |           |
| Schweriner Schloss           | Schwerin                | -- Koord.          | Mecklenburg-Schwerin | 1857               | Sitz des Landtages von Mecklenburg-Vorpommern, lange Zeit Residenz der mecklenburgischen Herzöge und Großherzöge, in tausendjährigem Bauprozess historisch gewachsenes Bauwerk, geht auf eine Wallanlage einer slawischen Burg zurück, romantischer Historismus, Um- und Neubau des alten Schlosses von 1845 bis 1857 nach Georg Adolf Demmler, Gottfried Semper, Friedrich August Stüler und Ernst Friedrich Zwirner, französische Renaissanceschlösser als Vorbild                         |           |
| Schloss Ueckermünde          | Ueckermünde             | VG Koord.          | Vorpommern           | 1546               | ehemalige Burg der pommerschen Herzöge, Bergfried erhalten und in den Bau des Schlosses einbezogen, Schloss ursprünglich vierflügelig im Renaissancestil, Südflügel erhalten, im 18. Jahrhundert um ein Stockwerk verkleinert, Durchfahrt zum Schlosshof, über der Pforte Sandsteinrelief mit dem Bild des Herzogs Philipp II. und dem pommerschen Wappen |           |
| Schloss Wiligrad             | Lübstorf                | NWM Koord.         | Mecklenburg-Schwerin | 1898               | für Herzog Johann Albrecht gebaut, Ende des Zweiten Weltkrieges Hauptquartier der 15. Schottischen Division, danach Typhuslazarett, Flüchtlingsunterkünfte, Ausbildungsstätte der Polizei und Kinderferienlager, heute Kunstverein Wiligrad mit Galerieausstellungen und Sitz des Landesamts für Bodendenkmalpflege |           |
| Schloss Wolgast              | Wolgast                 | VG Koord.          | Vorpommern           | 1496               | Residenzschloss der Pommernherzöge, zählte zu den bedeutenden Renaissancebauten in Norddeutschland, endgültige Zerstörung um 1820, Reste wurden als Baumaterial für andere Gebäude verwendet, wenige Gegenstände in verschiedenen Ausstellungen erhalten |           |

### Außerhalb der modernen Landesgrenzen
Die folgenden ehemaligen mecklenburgischen bzw. pommerschen Herzogsresidenzen liegen außerhalb des heutigen Landesgebietes von Mecklenburg-Vorpommern:
| Name                | Ort/Gemeinde                            | Land- kreis Koord.                           | Landesteil                     | Bauzeit                                    | Besonderheiten | Abbildung |
| ------------------- | --------------------------------------- | -------------------------------------------- | ------------------------------ | ------------------------------------------ | --- | --------- |
| Schloss Fürstenberg | Fürstenberg/Havel, heute Brandenburg    | Oberhavel 53° 11′ 15,6″ N, 13° 8′ 42,1″ O    | Mecklenburg-Strelitz (ehemals) |                                            | |           |
| Schloss Rügenwalde  | Rügenwalde (poln. Darłowo), heute Polen | Westpommern 54° 25′ 10,3″ N, 16° 24′ 44,5″ O | Pommern (ehemals)              |                                            | |           |
| Stettiner Schloss   | Stettin (poln. Szczecin), heute Polen   | Westpommern 53° 25′ 34″ N, 14° 33′ 37″ O     | Pommern (ehemals)              |                                            | |           |
| Stolper Schloss     | Stolp (poln. Słupsk), heute Polen       | Pommern                                      | Pommern (ehemals)              | 1507, 1580–1587 (Umbau im Renaissancestil) | Schloss Herzog Bogislaws X. aus dem Greifengeschlecht, 1821 durch Brand zerstört, diente anschließend bis 1945 als Getreidelager, nach 2. Weltkrieg nach seinem Aussehen im 16. Jahrhundert rekonstruiert; beherbergt heute u. a. das Mittelpommersche Museum mit den „Schätzen der Pommernherzöge“ im Erdgeschoss, darüber die Gemäldegalerie des 14. bis 18. Jahrhunderts und der ehemalige Rittersaal, der Veranstaltungen vorbehalten ist |           |

Das ebenfalls im heute polnischen Teil Pommerns gelegene Schloss Schivelbein (poln. Świdwin) gehörte dem Geschlecht der Wedel und dem Deutschen Orden, später den Johannitern und ab 1808 der preußischen Regierung.

## Burgen und Festungen
| Name                      | Ort/Gemeinde              | Land- kreis Koord. | Landesteil  | Bauzeit                | Besonderheiten | Abbildung |
| ------------------------- | ------------------------- | ------------------ | ----------- | ---------------------- | --- | --------- |
| Festung Dömitz            | Dömitz                    | LUP Koord.         | Mecklenburg | 1565                   | fünfeckiger Grundriss, von dem Italiener Francesco a Bornau geplant, Festungstor im Stil der niederländischen Spätrenaissance, im Dreißigjährigen Krieg dienten Ort und Festung als Stützpunkt u. a. für Tilly und Wallenstein |           |
| Burg Goldberg             | Goldberg                  | LUP Koord.         | Mecklenburg | 1316, Umbau im 19. Jh. | Erbauung durch Johann III. von Mecklenburg im 14. Jahrhundert. Umbau zum Amtshaus im 19. Jahrhundert. |           |
| Hoher Stein               | Anklam                    | VG                 | Vorpommern  | 1458                   | Wartturm, ursprünglich von Graben umgeben, diente als Signalturm, sichtbar vom Anklamer Steintor |           |
| Burg Klempenow            | Klempenow                 | MSE Koord.         | Vorpommern  | 13. Jh.                | mittelalterliche Burganlage, ursprünglich mit Vorburg mit Wassergraben im Norden, Ruine des Torwächterhauses wird restauriert, Niederungsburg mit Grundriss in unregelmäßiger Rechteckform, Kantenlänge von ca. 57 × 36 m, ungefähr 8,80 m hohe und bis zu drei Meter dicke Wehrmauer, auf Wehrmauer fragmentarisch Wehrgänge und Schildmauern erhalten |           |
| Burg Klevenow             | Klevenow                  | VR Koord.          | Vorpommern  | 14. Jh. 1848           | 1627 umfangreiche Bauarbeiten, 1697 als zerstört verzeichnet, 1848 auf den Resten der Burg neugotisches Herrenhaus, im Osten Anbau, Nordflügel als Fachwerkbau, 15 Hektar großer Landschaftspark, nach 1945 Umsiedleruntekunft, danach von der Gemeinde genutzt, Arztstation, Poststelle und Konsumverkaufsstelle, große Teile des Parks abgeholzt oder verwildert, Sportplatz und Kindergarten im Park, 1987 bis 1989 Teilsanierung des Parks, 1993 bis 1995 weitere, seit 2003 Privatbesitz; steht zum Verkauf. |           |
| Burg Löcknitz             | Löcknitz                  | VG Koord.          | Vorpommern  | 13. Jh.                | |           |
| Wasserburg Müggenburg     | Neuenkirchen (bei Anklam) | VG Koord.          | Vorpommern  | 1891                   | 1355 erstmals erwähnt als Niederungsburg, 1434 teilweise zerstört, Fangelturm blieb erhalten, Schloss im neugotischen Stil, nach 1945 Flüchtlingsunterkunft, dann Kulturzentrum, ab 1980 aufgegeben, Verfall und Vandalismus, seit 1994 in Privatbesitz und Sanierungsarbeiten |           |
| Alte Burg Neustadt-Glewe  | Neustadt-Glewe            | LUP Koord.         | Mecklenburg | 14.–18. Jh.            | Randhausburg, älteste noch erhaltene Wehrburg und gleichzeitig eine der besterhaltenen Burgen Mecklenburgs, mehrfach umgebaut und erweitert |           |
| Alte Burg Penzlin         | Penzlin                   | MSE Koord.         | Mecklenburg | 13. Jh.                | Zweitresidenz der Fürsten Werle, ab 1501 Stammsitz der Familie von Maltzahn, seit dem 18. Jahrhundert unbewohnbar |           |
| Burg Plau                 | Plau am See               | LUP Koord.         | Mecklenburg | 1463                   | Ausbau der Schlossanlage aus dem 13. Jahrhundert zu einer wehrhaften Burg, 1538 neues Brückenhaus, in den 1540er Jahren zu einer bedeutenden Festung ausgebaut, nach 1660 geschleift, erhalten sind Wallanlage, Bergfried mit Verlies und Amts- und Postmeisterhaus von 1822, technisches Museum mit historischen Maschinen im Burghof |           |
| Bergfried Rothenklempenow | Rothenklempenow           | VG                 | Vorpommern  | 13. Jh.                | errichtet von den Rittern von Eickstedt, nur noch Bergfried erhalten, in den 1990er Jahren durch äußere Stahltreppe erschlossen |           |
| Festung Spantekow         | Spantekow                 | VG Koord.          | Vorpommern  | 1567                   | älteste und bedeutendste Renaissance-Burganlage Norddeutschlands, nach 1945 Altersheim, jetzt Privatbesitz |           |
| Burg Stargard             | Burg Stargard             | MSE Koord.         | Mecklenburg | 1236                   | nördlichste erhaltene Höhenburg Deutschlands und ältester Profanbau Mecklenburg-Vorpommerns, besteht aus Vor- und Hauptburg mit elf Gebäuden, prägt mit dem Bergfried von 1245 als Wahrzeichen die Stadt, die Mauern sind teils über vier Meter dick, Anlage mit Umfang von 27 Metern, Burgkapelle zwischen 1240 und 1250 als dreigeschossiges Torhaus errichtet |           |
| Wasserburg Turow          | Glewitz-Turow             | VR Koord.          | Vorpommern  | 12. Jh.                | Ersterwähnung 1387. Sie wurde im 15. Jahrhundert auf Resten der Vorgängerburg zur Wasserburg mit Wassergraben und Außenwall ausgebaut. Der Grundriss ist U-förmig mit einer Fläche von 200 × 175 m. Das Haus hatte mehrere Bauetappen, Anbauten und Umbauten. Der Turm ist im Kern erhalten. Der sogenannte Blaue Saal wurde als Kapelle seit 1900 genutzt – es ist ein Kreuzgewölbe auf einer Mittelsäule, an den Wänden bemalte Leinwandtapeten von 1820 mit arkadischen Landschaften. Die Burg hat einen kleinen Innenhof, der durch eine Pforte abgeschlossen wird. Gutsbesitzer waren u. a. die Familien von Künzheim (17. Jahrhundert) und von Ferber (1724–1915). Es wurde dann aufgesiedelt, der Resthof und die Burg blieben bis 1945 im Besitz der Ferbers. Nach 1945 wurde das Schloss Heim der evangelischen Kirche. Seit 2014 ist die Burg in Privatbesitz und wird vielfältig genutzt. |           |
| Burg Wesenberg            | Wesenberg                 | MSE Koord.         | Mecklenburg | 13. Jh.                | im Dreißigjährigen Krieg weitgehend zerstört, nur Bergfried (Fangelturm) und ein Rest der Umfassungsmauer erhalten, heute Fremdenverkehrsbüro und Heimatstube |           |
| Burg Wredenhagen          | Wredenhagen               | MSE Koord.         | Mecklenburg | 13. Jh.                | ursprünglich kreisförmiger Mauerring aus Feldsteinen und Ziegeln mit Torhaus, umlaufender Wassergraben und hölzerne Palisaden, 1586 herzogliches Domanialamt, 1927 Schule, Standesamt, Kindergarten, in den 1990er Jahren größtenteils abgerissen, Ringmauer wieder weitgehend sichtbar, Sanierung Ringmauer, Torhaus 1997 saniert, heute Heimatstube und Schulmuseum |           |

### Ruinen, Fragmente und abgegangene Burgen
| Name                             | Ort/Gemeinde                         | Land- kreis Koord. | Landesteil  | Bauzeit           | Besonderheiten | Abbildung |
| -------------------------------- | ------------------------------------ | ------------------ | ----------- | ----------------- | --- | --------- |
| Burg Ankershagen                 | Ankershagen                          | MSE                | Mecklenburg | 12./13. Jh.       | im Dreißigjährigen Krieg zerstört, Reste erhalten: 2 bis 3 Meter hohe Mauerreste des viereckigen Burgturms, 50 Meter langer und 8 Meter breiter Wall |           |
| Bacherswall                      | Neubrandenburg                       | MSE                | Mecklenburg | 7. Jh.            | wurde im 13. Jahrhundert überflutet, möglicherweise Teil des Slawenheiligtums Rethra, dass in der Nähe vermutet wird, Ausgrabungen in den 1980er Jahren bezeugen Wassergraben, war vermutlich durch Holzbrücken mit dem Kietzwerder und dem Hanfwerder verbunden, auf letzterem befand sich ebenfalls eine slawische Inselburg                                                          |           |
| Bischofsburg Bützow              | Bützow                               | LRO Koord.         | Mecklenburg | nach 1249         | mehrfach zerstört und wiederaufgebaut, Palas später ausgebaut: Schloss Bützow. Reste erhalten: bischöflicher Palas mit gotischer Hauskapelle aus dem 13. Jahrhundert, Wirtschaftsgebäude sowie Pferdestall aus dem 15. Jahrhundert |           |
| Burgruine Conerow                | Wodarg                               | MSE Koord.         | Vorpommern  | 13. Jh.           | quadratischer Bergfried, Mauerstärke 2 Meter, die oberen 3 Meter aus Klostermauersteinen, Fundament und das Innere des Mauerwerks aus Feldsteinen, heute Mauerreste auf einem 5 bis 6 Meter hohen Burghügel von 30 bis 40 Metern Durchmesser |           |
| Turmhügel Darze                  | Altenhof-Darze                       | MSE                | Mecklenburg | mittelalterlich   | Turmhügel, Grabenrest |           |
| Burgruine Demmin                 | Demmin                               | MSE                | Vorpommern  | ca. 1127–1200     | pommersche Fürstenburg, ältestes weltliches Bauwerk Pommerns, Teile des Burgturmes von ca. 1200 erhalten und restauriert, bis Ende des 15. Jhs. herzoglicher Vogtsitz und Zollstelle an der Grenze zu Mecklenburg; 1840 in unmittelbarer Nähe Errichtung des Herrenhaus Haus Demmin durch die Familie Podewils (1998 teils abgebrannt)                                                  |           |
| Burg Ekberg                      | Segebadenhau                         | VR                 | Vorpommern  | ca. 1250 bis 1300 | Turmhügel, im Jahr 1331 zerstört, Baumaterial abgetragen |           |
| Burg Galenbeck                   | Galenbeck                            | MSE                | Mecklenburg | 1236–1453         | Burgturmruine |           |
| Burg Grubenhagen                 | Vollrathsruhe                        | MSE                | Mecklenburg | 13. Jh.           | von der Familie von Grube angelegt, bis zum 15. Jahrhundert ausgebaut, dann im Besitz der Familie von Maltzan, Reste erhalten: 10 Meter hohe Mauerteile des einstigen Bergfrieds mit einer Mauerstärke von 3,3 Metern aus Feldsteinen und Backstein, Wassergraben |           |
| Schlossberg Gützkow              | Gützkow                              | VG                 | Vorpommern  | 13./14. Jh.       | an der Stelle Slawische Burganlage aus dem 11. und 12. Jahrhundert, nach Leerstand im 15. Jahrhundert zu einem Schloss umgebaut, anschließend Verfall |           |
| Hertesburg                       | Prerow                               | VR Koord.          | Vorpommern  | 13. Jh.           | Zerstört, lediglich der Burgwall ist noch erkennbar. In der Regierungszeit des rügischen Fürsten Wizlaws III. zum ersten Mal schriftlich erwähnt und im Verlauf des 14. Jahrhunderts mehrfach Schauplatz kriegerischer Auseinandersetzungen. |           |
| Jaromarsburg                     | Kap Arkona                           | VR Koord.          | Vorpommern  | 6. Jahrhundert    | dem Gott Svantovit gewidmete Kultstätte des slawischen Stammes der Ranen, Befestigung und Tempel aus Holz, ursprüngliche Größe 300 m × 350 m, Tempel war von zwei Einhegungen umgeben, im Inneren Svantovit-Statue |           |
| Turmhügel Kratzeburg             | Kratzeburg                           | MSE                | Mecklenburg | 14./15. Jh.       | anderen Angaben nach im 13. und 14. Jahrhundert errichtet, Turmhügel erhalten |           |
| Burgruine Landskron              | Neuendorf B                          | VG Koord.          | Vorpommern  | 1579              | Vorburg und Hauptburg, die erhaltenen Gebäudeteile und Mauer aus Feldstein, Fensteröffnungen und Durchgänge in Backstein, gegenüber der Einfahrt Ruine der Schlosskapelle, Hauptburg rechteckig 15 m × 25 m, ehemals dreigeschossig mit viergeschossigen Türmen, seit 1683 aufgegeben und unbenutzt                                                                                     |           |
| Turmhügel Lehsen                 | Lehsen                               | LUP                | Mecklenburg |                   | mit Grabkapelle überbaut |           |
| Turmhügel Maledei (Schlicht)     | Schlicht (Feldberger Seenlandschaft) | MSE                | Mecklenburg | 13. Jh.           | Turmhügelburg, Mauerreste in den 1990er Jahren ohne fachkompetente Begleitung rekonstruiert, Reste erhalten: Mauerreste des Wohnturms, 3 Meter hohes Burgplateau, Erdwälle, Burggraben an West-, Nord- und Ostseite |           |
| Burg Morin                       | Ludorf                               | MSE                | Mecklenburg | 13. Jh.           | Turmhügel, nach dem Dreißigjährigen Krieg im Jahr 1693 aufgegeben, anschließend als Steinbruch für das Gutshaus verwendet |           |
| Fangelturm Nehringen             | Nehringen                            | VR Koord.          | Vorpommern  | um 1330           | Fangelturm, Grenzburg zwischen Mecklenburg und Vorpommern, um 1330 erbaut, erstmals erwähnt 1387, 2018 restauriert, Außenmauern erhalten |           |
| Burg Osten                       | Kruckow                              | VG Koord.          | Vorpommern  | 13. Jh.           | Niederungsburg, ehemalige Zollburg, im Mittelalter eine bedeutende politische und wirtschaftliche Stellung, rechteckige Vorburg und Hauptburg, Reste der Turmfundamente und Turmhügel erkennbar, früher wurden beide vollständig von der Tollense umflossen, nach dem Dreißigjährigen Krieg verlassen und zur Gewinnung von Baumaterial genutzt                                         |           |
| Burgwall Penzlin                 | Penzlin                              | MSE Koord.         | Mecklenburg | vor 1200          | |           |
| Festung Poel                     | Poel                                 | NWM Koord.         | Mecklenburg | 1614–1618         | ehemalige Festungsanlage mit Schloss, Generalbaumeisters und Ingenieur Gerhart Evert Pilooth, bestehend aus Schlossanlage in Form eines fünfzackigen Sterns und dem „Hornewerck“ in Form eines Sternschweifs mit Kirche, Soldatenunterkünften und Ställen, umgeben von Wassergraben und Erdwällen, nach dem Dreißigjährigen Krieg verfallen, im 19. Jahrhundert letzte Reste abgetragen |           |
| Quitzerower Burg                 | Demmin                               | MSE                | Mecklenburg | 14./15. Jh.       | Turmhügel, Landwehr der Stadt Demmin, im Dreißigjährigen Krieg beschädigt, ab dem Jahr 1663 abgebrochen, Erdwall erhalten |           |
| Burgwall Ravensburg              | Monckeshof                           | MSE Koord.         | Mecklenburg | 7. Jh.            | Hauptburg mit einem Durchmesser von etwa 60 Metern, zwei großräumigen Vorburgen, Niederungsburg, hier lebte das Stammesoberhaupt mit Handwerkern und Bewachern, im 9. Jahrhundert wohl durch Feuer zerstört und nicht wieder aufgebaut |           |
| Retziner Burgwall                | Löcknitz/Ramin                       | VG                 | Vorpommern  | 8. Jh.            | Tempelburg des slawischen Kriegs- und Stammesgottes Triglaw, 170 Meter langer, ovaler Erdwall erhalten |           |
| Schlossberg                      | Usedom (Stadt)                       | VG                 | Vorpommern  | 13. Jahrhundert   | ursprünglich slawische Burgwall, nach Abbau zur mittelalterlichen Burg verfallen |           |
| Burg Stuer                       | Stuer                                | MSE Koord.         | Mecklenburg | 13. Jh.           | als Wasserburg erbaut, Unterteilung in Vorburg und Hauptburg, älteste Mauern mit Feldsteinen und Kalkmörtel ausgeführt, spätere aus Feldsteinen im Verbund mit Backsteinen, nach einem Brand 1660 aufgegeben, als Steinbruch genutzt und abgetragen, Wohnturm in Teilen erhalten |           |
| Turmhügel Stuer                  | Röbel/Müritz                         | MSE                | Mecklenburg | mittelalterlich   | Turmhügel |           |
| Weitiner Burg auf dem Mörderberg | Neubrandenburg                       | MSE Koord.         | Mecklenburg | 13./14. Jh.       | Turmhügel mit Graben und Palisadenzaun, kleine Burganlage mit Turm und Wirtschaftsgebäuden, wahrscheinlich mit Vorburgsiedlung, letzte Ruinenreste im 19. Jh. zum Bau von Straßen abgetragen |           |
| Burg Wasdow                      | Wasdow                               | MSE                | Mecklenburg | 13. Jh.           | |           |
| Burgwall Wittenborn              | Wittenborn                           | MSE                | Mecklenburg | 7.–9. Jh.         | |           |

## Als Schloss bezeichnete Herrenhäuser
Im engeren Sinne sind lediglich die ehemaligen Residenzen der mecklenburgischen und pommerschen Herzöge „Schlösser“, dienten also als offizielle Wohnsitze der Landesherren.
Andere als Schlösser bezeichnete Bauten sind in der Regel adlige Güter oder Landsitze, bzw. von nichtadligen Gutsherren bewohnte Gutshäuser und Herrenhäuser. Die Gesamtanlagen mit Nebengebäuden und dem bewirteten Gelände werden als Gutshof bezeichnet. Über 2000 solcher Anlagen gibt es im heutigen Mecklenburg-Vorpommern noch, rund 80 Prozent der Dörfer im Land sind Gutsdörfer. Die Finanzierung des Erhalts der Gutshäuser speist sich vor allem aus privaten Investitionen und Spenden, sowie aus Mitteln von Stiftungen wie der Deutschen Stiftung Denkmalschutz und der Stiftung Kulturerbe im ländlichen Raum Mecklenburg-Vorpommern, zum Teil auch aus Fördermitteln.
Diese Liste ist unvollständig. Mitunter werden die Gutshäuser erst in jüngerer Zeit als Schloss betitelt, z. B. nach einer umfassenden Sanierung.
| Name                        | Ort/Gemeinde               | Land- kreis Koord. | Landesteil            | Bauzeit                                  | Besonderheiten | Abbildung |
| --------------------------- | -------------------------- | ------------------ | --------------------- | ---------------------------------------- | --- | --------- |
| Schloss Auerose             | Auerose                    | VG Koord.          | Vorpommern            | 1849                                     | Herrenhaus im neugotischen Stil, 1902 im neobarocken Stil umgeformt und Eckturm errichtet |           |
| Schloss Basedow             | Basedow                    | MSE Koord.         | Mecklenburg           | 1467, 1552                               | aus Vorgängerburg mit Hauptturm, Mauern, Gräben und Vorburg entstandene unregelmäßige Dreiflügelanlage mit umgebendem Landschaftspark, im 19. Jh. Neu- und Umbauten im Johann-Albrecht-Stil der Neorenaissance |           |
| Schloss Blücherhof          | Blücherhof                 | MSE Koord.         | Mecklenburg           | 1902                                     | neobarocker Putzbau mit Jugendstilelementen, außerdem neobarockes Wirtschaftsgebäude mit Dachturm sowie ein kleines Taubenhaus, bedeutender Dendrologischer Garten |           |
| Schloss Bothmer             | Klütz                      | NWM Koord.         | Mecklenburg           | 1732                                     | von englischen und niederländischen Schlossanlagen beeinflusst, wurde durch Johann Friedrich Künnecke entworfen, umfangreicher Komplex aus dreizehn einzelnen Baukörpern, die zu einer großen Gesamtanlage zusammengefügt sind |           |
| Schloss Bredenfelde         | Bredenfelde                | MSE Koord.         | Mecklenburg           | 1854                                     | durch den Architekten Friedrich Hitzig erbaut, Gesamtbau ist durch zwei Türme mit unterschiedlichem Querschnitt (rund und oktogonal) und unterschiedlichem Helm offen gegliedert, schiefergedeckte Steildächer |           |
| Schloss Broock              | Broock                     | VG Koord.          | Vorpommern            | 1770                                     | aufwändiges Herrenhaus in „holländischem Stil“, zwischen 1840 und 1850 nach Entwürfen von Friedrich August Stüler neogotisch umgebaut, englischer Landschaftspark von Peter Joseph Lenné, nach 1945 Flüchtlingsunterkunft, später Wohnungen, ab 1980 Leerstand, seit 1990 in Privatbesitz, keine Sanierung |           |
| Herrenhaus Brookhusen       | Benitz                     | LRO Koord.         | Mecklenburg           | Umbau 1888/89                            | 1275 erstmalig im Mecklenburgischen Urkundenbuch erwähnt, 1888/89 Hauptgebäude im Stil des Historismus umgebaut und nach Plänen des Rostocker Architekten P. E. Griese erweitert, Restaurierung von 2009 bis 2024 durch die heutige Besitzerfamilie |           |
| Jagdschloss Bülow           | Bülow                      | LUP Koord.         | Mecklenburg           | 1842/1890                                | 13-achsiges Herrenhaus, schlichter Putzbau im Neorenaissancestil mit vier markanten Ecktürmen |           |
| Herrenhaus Burg Schlitz     | Burg Schlitz               | LRO Koord.         | Mecklenburg           | 1806–1824                                | Größte klassizistische Anlage eines Herrenhauses in Mecklenburg mit Schlosskapelle, weitläufigem, dendrologisch interessantem Park und bekanntem Nymphenbrunnen |           |
| Schloss Daschow             | Gallin-Kuppentin           | LUP                | Mecklenburg           | 18. Jh.                                  | dreigeschossiger Bau mit Mittelrisalit Das Schloss wurde als Gutshaus errichtet und diente zeitweilig den von Pressentin als Jagdschloss. Es steht heute unter Denkmalschutz. Der Bau ursprünglich klassizistisch angelegt, bezog seinen Schmuck, sowohl an der Fassade als auch im Innenraum aus dem Fundus der Neu-Renaissance. Das Schloss liegt direkt am Daschower See und hat einen Schlosspark von ca. 1,7 ha im Stil eines englischen Landschaftsgartens. |           |
| Jagdschloss Friedrichswalde | Blankenberg                | LUP Koord.         | Mecklenburg           | 1860                                     | zweigeschossiges Gebäude. Im Jahr 1860 erbaut, baulich stark vereinfacht, heute Ferienresidenz |           |
| Herrenhaus Gamehl           | Benz (bei Wismar)          | NWM Koord.         | Mecklenburg           | 1860                                     | Repräsentatives neugotisches Herrenhaus der Berliner Schule, errichtet von Heinrich Thormann für Franz von Stralendorff, heute als Hotel genutzt |           |
| Schloss Golchen             | Golchen bei Brüel          | LUP                | Mecklenburg           | 1857                                     | Vielgliedriger, romantischer, 2-gesch. Putzbau von 1857 nach Umbau eines älteren Gebäudes, mit Sockel- und Mezzaningeschoss, mehreren Türmen, Erkern, Staffelgiebel und Risaliten; in den 1990er Jahren saniert ggfls. als Pflegeeinrichtung mit Ausbildungsakademie; Gutsbesitz ab 1219 von Kloster Sonnenkamp, dann der Familien ab 1783 von Kohlhans und ab 1913 von Stralendorff. Das Herrenhaus liegt auf einer ehemaligen slawischen Ringwallanlage |           |
| Jagdschloss Granitz         | Binz                       | VR Koord.          | Vorpommern            | 1846                                     | Jagdschloss, nach Plänen des Berliner Architekten Johann Gottfried Steinmeyer, im Stil norditalienischer Renaissancekastelle, Reiseziel europäischer Adliger und Prominenter, seit 1944 unter Verwaltung der Nationalsozialisten, enteignet, bis heute in staatlicher Hand, Museum, zu Beginn des 21. Jahrhunderts für 7,9 Millionen Euro saniert |           |
| Schloss Griebenow           | Süderholz                  | VR                 | Vorpommern            |                                          | |           |
| Schloss Groß Potrems        | Dummerstorf (Groß Potrems) | LRO                | Mecklenburg           | 1891                                     | Neoklassizistischer Putzbau, zuerst 1871 errichtet – 1879 ausgebrannt & 1891 wiederaufgebaut, große Gutsanlage, 1993–1996 Sanierungsarbeiten, 1996 Eröffnung als Schlosshotel Nordland |           |
| Schloss Groß Lüsewitz       | Sanitz (Groß Lüsewitz)     | LRO Koord.         | Mecklenburg           | 1897                                     | Neurenaissance-Putzbau mit Werksteinelementen |           |
| Schlossgut Groß Schwansee   | Kalkhorst                  | NWM Koord.         | Mecklenburg           | 1745                                     | elfachsiges, spätbarockes Hauptgebäude, im Stil des Barock errichtet und später im Stil der Klassizismus umgebaut, ab 1999 saniert und zum Hotel umgebaut |           |
| Schloss Gültz               | Gültz                      | MSE Koord.         | Vorpommern            | 1872                                     | klassizistisches Herrenhaus von Baumeister Georg Daniel, zweigeschossige Gebäude mit L-förmigem Grundriss, markanter dreiachsiger und dreigeschossiger Mittelrisalit, Festsaal mit farbig-goldener Stuckdecke und zwei großen Spiegeln, Landschaftspark im englischen Stil nach Entwürfen von Peter Joseph Lenné, nach 1945 geplündert, 1980 bis 1988 und 1999 saniert |           |
| Schloss Gützkow             | Röckwitz                   | MSE Koord.         | Mecklenburg           | 1777                                     | Dreizehnachsiger eingeschossiger barocker Putzbau mit hohem Mansarddach und markanten zweigeschossigen Mittelrisaliten |           |
| Schloss Hasenwinkel         | Bibow                      | NWM Koord.         | Mecklenburg           | 1908–1912                                | neubarocker Putzbau mit Mansarddach, nach Plänen von Paul Korff, Backstein-Außenmauern 1927/29 verputzt, die Anlage um das Gutshaus Neobarock |           |
| Schloss Hohendorf           | Hohendorf                  | VR Koord.          | Vorpommern            | 1854                                     | von Karl Friedrich Schinkel im Tudorgotik-Stil entworfen, nach Ende des Zweiten Weltkriegs geplündert, Innenausstattung zerstört, Zerstörung des Bergfrieds während der DDR-Zeit, 1993 saniert, heute Hotel |           |
| Herrenhaus Hohen Luckow     | Hohen Luckow               | LRO Koord.         | Mecklenburg           | 1707–1708                                | Schlichter barocker Putzbau mit um 1900 hinzugefügten Ecktürmen mit teilweise erhaltener Innenausstattung und anschließendem Landschaftspark |           |
| Schloss Ivenack             | Ivenack                    | MSE Koord.         | Mecklenburg           | um 1800                                  | zweigeschossiger, dreiflügeliger Putzbau mit einem Mansard- und Walmdach, Reste eines Fachwerkgebäudes aus dem 16. Jh., vermutlich Teile des ersten Herrenhauses, Treppenhaus mit dreiläufiger Treppe, Wandschränke in der Bibliothek, Wandvertäfelungen, Parkett und Kamine, im großen Festsaal wertvoller Deckenstuck |           |
| Schloss Johannstorf         | Dassow                     | NWM Koord.         | Mecklenburg           | 1743                                     | nach Plänen Rudolph Matthias Dallins errichtet, quaderförmiger, elfachsiger Bau aus Backstein mit zwei Vollgeschossen über einem Souterrain und einem großen Mansarddach, im Inneren barocke Aufteilung mit großem Treppenhaus und Festsaal, Teile der Stuckierungen, sanierungsbedürftig und nicht öffentlich zugänglich |           |
| Schloss Kaarz               | Weitendorf                 | LUP Koord.         | Mecklenburg           | um 1870                                  | neoklassizistisches Herrenhaus mit zurückhaltend geschmückter Fassade, auffallend der große Turm im Stile eines Monopteros mit gusseiserner Wendeltreppe, Schlosspark als englischer Landschaftspark vom Lenné-Schüler Carl Ansorge mit seltenen Bäumen und Pflanzen |           |
| Schloss Kalkhorst           | Kalkhorst                  | NWM Koord.         | Mecklenburg           | 1870                                     | neugotischer Bau, der sich an einem idealisierten Mittelalterbild orientiert, nach Planungen des Baumeisters Conrad Wilhelm Hase und den Vorstellungen des Bauherrn, als Schmuck Putzfriese, Bogenfriese und Maßwerkfriese |           |
| Schloss Karlsburg           | Karlsburg                  | VG Koord.          | Vorpommern            | 1739                                     | Backsteinbau, Herrenhaus im Stil des Barock, 1750 auf der Rückseite Park im französischen Stil, etwa 1800 diverse Erweiterungen, Umgestaltung des Schlossparks in einen englischen Landschaftspark, 1943 wurde der westliche Teil an die Kinderklinik der Uni Greifswald für eine Kinder-Tuberkulose-Station übergeben, Teil des Parks als Spielplatz, bis 1990 Teil des Zentralinstitutes für Diabetes, seitdem Landeseigentum und von der Ernst-Moritz-Arndt-Universität Greifswald verwaltet |           |
| Schloss Kartlow             | Kartlow                    | VG Koord.          | Vorpommern            | 1856                                     | Herrenhaus nach Plänen des Schinkel-Schülers Friedrich Hitzig, Kosten für den Hausbau 43.821 Taler, gleichzeitig Park nach Plänen Lennés |           |
| Schloss Kittendorf          | Kittendorf                 | MSE Koord.         | Mecklenburg           | 1853                                     | nach Plänen des Schinkel-Schülers Friedrich Hitzig als Kopie des Schlosses Babelsberg, Tudorgotik nach englischem Vorbild, Inneneinrichtung und Bauschmuck weitgehend erhalten, Stuckarbeiten |           |
| Schloss Klink               | Klink                      | MSE Koord.         | Mecklenburg           | 1896–1898                                | Malerisch gruppiertes Herrenhaus in Anlehnung an die französische Renaissance ähnlich den Loire-Schlössern, an der Müritz gelegen, nach 1996 als Hotel genutzt |           |
| Schloss Kummerow            | Kummerow (am See)          | MSE Koord.         | Vorpommern            | 1725–1733                                | direkt am Südufer vom Kummerower See gelegen, im Stil des Barock für Landrat Albrecht Freiherr von Maltzahn erbaut, Landschaftspark von Peter Joseph Lenné, seit 2014 Umbau durch Berliner Torsten Kunert zum Nationalen Fotografiemuseum |           |
| Herrenhaus Lehsen           | Lehsen                     | LUP Koord.         | Mecklenburg           | 1822                                     | Klassizistisches Herrenhaus mit Logierhäusern, Orangerie, großem Landschaftspark und Baumschule |           |
| Herrenhaus Lühburg          | Lühburg                    | LRO Koord.         | Mecklenburg           | 1725–1730, ergänzt 1885                  | Siebenachsiger zweigeschossiger barocker Hauptbau mit Mansarddach, flankiert von zwei eingeschossigen Kavaliershäusern, 1885 Anbau eines Treppenturms |           |
| Schloss Lütgenhof           | Dassow (Lütgenhof)         | NWM Koord.         | Mecklenburg           | 1839, 1890 repräsentativer Umbau         | |           |
| Schloss Lützow              | Lützow                     | NWM                | Mecklenburg           | 1876                                     | im neogotischen Stil errichtetes Schloss mit einem Schlosspark im englischen Parkstil und einer Kapelle, das früher den Grafen Bassewitz gehörte |           |
| Schloss Melkof              | Vellahn                    | LUP Koord.         | Mecklenburg           | 1888                                     | eines der größten Gründerzeitgebäude Norddeutschlands, Baumeister Gotthilf Ludwig Möckel |           |
| Wasserschloss Mellenthin    | Mellenthin auf Usedom      | VR Koord.          | Vorpommern            | 16. Jahrhundert                          | Herrenhaus, dreiflügelige Anlage, Hauptgebäude zweigeschossig, siebenachsig, geputzter Backsteinbau mit Krüppelwalmdach, offener Eingangsvorbau mit Rundbogen und Kreuzgratgewölbe von 1904, eine Tafel mit einer Inschrift und Familienwappen von 1596, in der Eingangshalle Renaissancekamin von 1613, nach 1945 Wohnungen, Kindergarten und Heimatmuseum, später Gaststätte, 2001 privatisiert, Hotel mit Brauerei |           |
| Schloss Neetzow             | Neetzow                    | VG Koord.          | Vorpommern            | 1851                                     | romantisierender Bau von Friedrich Hitzig, asymmetrisches Gebäude mit großen achteckigem Turm und zwei kleinere, oktogonale zentrale Halle, darunter ein runder Saal mit gläsernem Oberlicht und umlaufende Galerie, dreiachsiger Mittelrisalit, Fassade 1964 vereinfacht, ornamentale Terrakottafriese, Säulenkapitelle und weitere figürliche Darstellungen von der Berliner Ofenfabrik Feilner |           |
| Schloss Penkun              | Penkun                     | VG Koord.          | Vorpommern            | 1486                                     | zwischen 1580 und 1590 im Stil der Renaissance umgebaut, unregelmäßige Dreiflügelanlage, dreigeschossige Putzbauten, an der Hofseite ein Renaissanceportal mit Dreiecksgiebel, Torhaus von 1486, 1947 und 1958 Schule, Internat und landwirtschaftliche Ausbildungsstätte, 1991 bis 2001 Restaurierungsarbeiten, seit 1998 Ausstellungen und Konzerte, 2008 Museum |           |
| Schloss Plüschow            | Plüschow                   | NWM Koord.         | Mecklenburg           | 1763                                     | Zweigeschossiges backsteinsichtiges Barockbauwerk mit Mansarddach mit teilweise erhaltener Innenausstattung, ab 1988 restauriert und gegenwärtig als Galerie und für Ausstellungen genutzt |           |
| Schloss Preetz              | Altenpleen (Preetz)        | VR                 | Vorpommern            | 1840                                     | Klassizistischer Bau im preußischen Stil; Schlossturm; barocker Vorgängerbau; Park mit historischem Baumbestand; vorgelagerter kleiner See mit Insel (Turmhügel aus dem 13. Jh.); Im Park das Grabmal der Familie von Bohlen; in Sanierungsvorbereitung |           |
| Schloss Pötenitz            | Dassow (Pötenitz)          | NWM                | Mecklenburg           |                                          | exponiertes Herrenhaus in Sichtweite von Lübeck-Travemünde, sanierungsbedürftig |           |
| Jagdschloss Quitzin         | Quitzin                    | VR Koord.          | Vorpommern            | 1607                                     | Herrenhaus, dreigeschossiger Putzbau, in der Mitte auf der Hofseite Risalit von 1723 mit wappenverziertem Dreiecksgiebel, eingeschossige Flügelbauten, hohe Mansarddächer, Haupteingang gerahmt von Pilastern und Segmentbogen, innen aufwändige Stuckarbeiten, großer Landschaftspark, ursprünglich barock |           |
| Wasserschloss Quilow        | Quilow                     | VG Koord.          | Vorpommern            | 1575                                     | Herrenhaus im Renaissancestil, ursprünglich zweigeschossig mit rechteckigem Grundriss, Fundamente überwiegend aus Feldsteinen, Außenwände geputztes Mischmauerwerk, teilweise Backsteinbereiche nach dem Dreißigjährigen Krieg und später eingefügt, Reste einer Putzquaderung, Anfang des 17. Jahrhunderts aufgestockten dreiachsigen Zwerchhäuser, von ursprünglich vier Zwerchhäusern wurden zwei Ende des 17. Jahrhunderts entfernt, umfassende Sanierung geplant |           |
| Schloss Prebberede          | Prebberede                 | LRO Koord.         | Mecklenburg           | 1772–1778                                | Spätbarockbauwerk aus unverputztem Backsteinmauerwerk mit Gliederungselementen aus Putz und Sandstein, barocker Festsaal und weitere Inneneinrichtung teilweise erhalten |           |
| Schloss Ralswiek            | Ralswiek                   | VR                 | Vorpommern            | 1894–1896, 1913 Anbau des Marstalls      | Im Neorenaissancestil vom Berliner Architekten Gustav Stroh entworfen, nach dem Vorbild der Loire-Schlösser in Frankreich |           |
| Schloss Ranzin              | Ranzin                     | VG Koord.          | Vorpommern-Greifswald | 1848–1875; 1877 nach Brand neu errichtet | Im Stil des Barock errichtetes Herrenhaus im Ortsteil Ranzin der Gemeinde Züssow. Geht auf August Wilhelm Homeyer zurück und wurde bis 2017 als Hotel genutzt. |           |
| Herrenhaus Rossewitz        | Rossewitz (Laage)          | LRO Koord.         | Mecklenburg           | 1655–1680                                | Repräsentatives Herrenhaus, frühestes barockes Palastgebäude in Mecklenburg, nach langem Verfall (Dacheinsturz 1982) seit 1993 Sicherungs- und Wiederherstellungsarbeiten |           |
| Schloss Schlemmin           | Schlemmin                  | VR Koord.          | Vorpommern            | 1850                                     | neugotischer Putzbau mit vier Sälen und 45 Zimmern, viele Elemente der Burgenarchitektur mit Zinnenkränzen, Stufengiebel an den Risaliten, Mittelrisalit der Hauptfassade mit spitzem Turmhelm, teilweise von Wassergraben umgeben, zwei eingeschossige Wirtschaftsgebäude, das südliche bewohnt, das nördliche Ruine, über 20 Hektar Landschaftspark aus dem 18. Jahrhundert, seit 1999 in privater Hand, grundlegende Sanierung und Nutzung als Hotel |           |
| Schloss Schmarsow           | Schmarsow                  | VG Koord.          | Vorpommern            | 1700                                     | zweigeschossiges Herrenhaus, Portal mit zweiarmiger, halbkreisförmiger Freitreppe, Portal in der Art einer Ädikula mit gesprengtem Giebel und Pilastern, in DDR-Zeiten Wohn- und Verwaltungsgebäude, heute Konzerte, Ferienwohnungen und Gesellschaftsräume |           |
| Jagdschloss Speck           | Kargow                     | MSE Koord.         | Mecklenburg           | 1937                                     | durch den Leipziger Großverleger Kurt Herrmann errichtet, heute schlechter baulicher Zustand, Zugang nicht möglich |           |
| Schloss Spyker              | Glowe auf Rügen            | VR Koord.          | Vorpommern            | 1650                                     | Renaissanceschloss, für Rügen untypische, schwedische Farbgebung in Falunrot, Beletage mit vollplastischen Stuckdecken, 1806/07 vorübergehend Sitz des französischen Gouverneurs für Rügen, nach 1945 dem Verfall preisgegeben, seit den 1960er Jahren bis 1989 Gewerkschaftserholungsheim, seit 1990 Hotel, 1995 nach historischen Vorlagen restauriert |           |
| Schloss Stolpe              | Stolpe auf Usedom          | VG Koord.          | Vorpommern            | 1905                                     | ursprünglich Bau der Hochrenaissance 16. Jahrhundert, 1700 Wiederaufbau und gleichzeitiger Umbau im Stil des Barock, 1905 grundlegender Umbau im Stil des Historismus, nach Westen erweitert, drei Türme und einen Arkadengang mit Rundbogenfenstern, Portal in der Mitte, neue Eingangshalle mit umlaufender Galerie und geschwungener Treppe, 1945 Plünderungen, 1949 Mittelteil abgerissen, zuerst MTS später Gaststätte und Ferienlager, 1974 Türme niedergelegt, die Fassade begradigt, 1996 in Gemeindebesitz, Sanierungsarbeiten, 2001 Förderverein, durch Mittel des Denkmalschutzes und der Europäischen Union Restaurierung, seit 2004 kulturelle Veranstaltungen |           |
| Schloss Tützpatz            | Tützpatz                   | MSE Koord.         | Vorpommern            | 1779                                     | Herrenhaus im Stil eines holländischen Barockschlosses, 1908 abgebrannt und weitgehend originalgetreu wieder aufgebaut, nach 1945 Wohnungen und landwirtschaftliche Berufsschule, Verwaltungssitz, in den 1950er Jahren renoviert, nach der Wende privat, die Fenster wurden zugemauert, Sanierung erfolgte bisher nicht |           |
| Schloss Ulrichshusen        | Ulrichshusen               | MSE Koord.         | Mecklenburg           | 16. Jh.                                  | dreigeschossiges Hauptgebäude und typische Stufengiebel, eines der bedeutendsten Renaissancebauwerke Mecklenburgs, 1976 letztmals bewohnt, anschließend dem Verfall preisgegeben, 1987 abgebrannt, nach 1990 von Familie von Maltzahn gekauft und ab 1993 saniert, heute Hotel und öffentliche Veranstaltungen |           |
| Schloss Varchentin          | Varchentin                 | MSE Koord.         | Mecklenburg           | 1847                                     | im Tudorstil erbaut nach Plänen des Schweizer Architekten Auguste de Meuron, Orangerie und Fasanerie, 1895 Mausoleum der Grafen Grote, Landschaftspark nach Entwürfen von Peter Joseph Lenné |           |
| Herrenhaus Vietgest         | Vietgest                   | LRO Koord.         | Mecklenburg           | 1792–1794                                | Spätbarocke Anlage eines repräsentativen Herrenhauses von Johann Friedrich Busch mit Park |           |
| Herrenhaus Vogelsang        | Lalendorf                  | LRO Koord.         | Mecklenburg           | 1884                                     | Zweigeschossiger Putzbau im Stil der Tudorgotik, nach 2011 umfangreiche Arbeiten zur Sanierung des teils stark beschädigten Bauwerks |           |
| Schloss Wedendorf           | Wedendorf                  | NWM Koord.         | Mecklenburg           | 1697, Umbau 1805                         | Ursprünglich barocker Putzbau, klassizistisch umgebaut, dreigeschossiges siebenachsiges Bauwerk mit kurzen zweiachsigen Seitenrisaliten, Innengestaltung teilweise erhalten |           |
| Jagdschloss Wendorf         | Kuhlen-Wendorf             | LUP Koord.         | Mecklenburg           | 1904–1906                                | Im Jahr 1906 vom Architekten Paul Korff im Jugendstil erbaut, heute Schlosshotel |           |
| Schloss Wrangelsburg        | Wrangelsburg               | VG Koord.          | Vorpommern            | 1880                                     | zweigeschossiger, elfachsiger Bau, neogotisch, von vier mit Fialtürmchen verzierten Treppengiebeln drei erhalten, über dem Obergeschoss das Homeyersche Wappen, eine hochgelegene Terrasse später zu einem Anbau erweitert, einige Stuckdecken und interessante Türfüllungen, nach 1945 Quartier der sowjetischen Militäradministration, später Pflegeheim, Kinderheim, seit 1999 Gemeindeverwaltung und Veranstaltungsräume |           |
| Schloss Wrodow              | Wrodow                     | MSE Koord.         | Mecklenburg           | 1860                                     | 1943 Notunterkunft eines Rostocker Gymnasiums, zwischen 1945 und 1990 nicht genutzt, 1993 an eine Künstlergemeinschaft verkauft, saniert, wird vom Kunstverein Schloss Wrodow betrieben, Rosa von Praunheim drehte hier zwei Filme |           |

### Ruinen und abgegangene Bauwerke
Vor allem durch die Nachkriegswirren 1945 kam es zu Plünderungen, Brandschatzungen und mutwilligen Zerstörungen von Gutshäusern. Politisch motivierte Abrisse zu DDR-Zeiten (z. B. Schloss Putbus) und die Bodenreform vernichteten bzw. entstellten ebenfalls viele der einst prächtigen Bauten und ihre umgebenden Anlagen (z. B. durch Baulandzuweisung in ehemaligen Gutsparkanlagen).
| Name                   | Ort/Gemeinde      | Land- kreis Koord. | Landesteil  | Bauzeit                                             | Besonderheiten | Abbildung |
| ---------------------- | ----------------- | ------------------ | ----------- | --------------------------------------------------- | --- | --------- |
| Haus Demmin            | Demmin            | MSE Koord.         | Vorpommern  | 1840                                                | pommersche Fürstenburg und später Herrenhaus auf einer Insel, spätklassizistischer Stil, französischen Barockschlössern nachempfunden, 1948 bis 1986 Internat und Schule, 1998 bis auf die Grundmauern abgebrannt. |           |
| Schloss Diekhof        | Diekhof (Laage)   | LRO Koord.         | Mecklenburg | 1732–1739                                           | Repräsentative Gutsanlage, Hauptgebäude 1945 zerstört, Nebengebäude erhalten und nach langer Zeit des Verfalls 2007–2009 restauriert |           |
| Schloss Dwasieden      | Sassnitz          | VR Koord.          | Vorpommern  | 1877                                                | Architekt Friedrich Hitzig, 102 Hektar großer Park, einziges Gebäude in Norddeutschland aus massivem Sandstein, Granit und echtem Marmor, quadratischer, zweigeschossiger Bau mit Säulengängen und Pavillons, zwei Aussichtstürme, im Zweiten Weltkrieg militärische Nutzung, deshalb 1948 gesprengt, heute nur noch Pavillonreste und Marstall erhalten |           |
| Schloss Grabow         | Grabow            | LUP Koord.         | Mecklenburg | 1603                                                | 1725 bei Stadtbrand zerstört, auf den Grundmauern wurde das Amtshaus errichtet |           |
| Schloss Hülseburg      | Hülseburg         | LUP                | Mecklenburg | 18. Jh. (Anfang), neogotischer Umbau 1860           | 1860 Umbau im Auftrag Freiherr von Campe; abgebrannt 6. Januar 1947 (vermutlich durch Brandstiftung), Ruine im Jahre 1948 gesprengt; Parkanlage von 7,7 Hektar |           |
| Schloss Kruckow        | Kruckow           | VG Koord.          | Vorpommern  | 1884                                                | Schlosspark von Peter Joseph Lenné, 1948 abgebrannt, Kellerruine |           |
| Schlossruine Pansevitz | Kluis (Pansevitz) | VR                 | Vorpommern  | 1597, Erweiterungen 18. Jh., 1859/70 Flügelanbauten | Schlossruine, ursprünglich im Stil der Renaissance errichtet, 70 ha großer Landschaftspark mit barocken Elementen (17. Jh.), 2 Vollgeschosse und Dachgeschoss, Leerstand nach 1870, 1962 noch weitgehend erhalten, um 1980 großteils abgerissen |           |
| Schloss Putbus         | Putbus            | VR Koord.          | Vorpommern  | 1725                                                | ursprünglich Neo-Gotik und -Renaissancestil, 1827 bis 1832 klassizistisch umgebaut, ehemals Sitz der Fürsten von Putbus, zwischen 1960 und 1964 abgerissen, nur Umrisse des Gebäudes erkennbar; erhaltene Parkanlagen, Marstall und Orangerie |           |
| Schloss Putzar         | Putzar            | VG Koord.          | Vorpommern  | 16. Jh.                                             | Ruinen zweier Herrenhäuser, Ulrichsbau: Feldsteingebäude, Renaissance-Portal mit Rundbogen in der Ostseite erhalten, Joachimsbau: Renaissance-Backsteinbau, verputzt, Vorbau an der Nordseite, Turmzimmer |           |
| Schloss Remplin        | Remplin           | MSE Koord.         | Mecklenburg | 1865                                                | Umgestaltung des barocken Ursprungsbaus durch Friedrich Hitzig im Stil der Neorenaissance, mittleres Corps de Logis mit prächtiger arkadengeschmückter Loggia; 1940 vermutlich durch Brandstiftung weitgehend zerstört, ein Teil des Nordflügels sowie bedeutende Bauten im Park sind erhalten (z. B. Sternwarte, Torturm, Wirtschaftsbauten) |           |
| Schloss Roggenhagen    | Roggenhagen       | MSE Koord.         | Mecklenburg | 18. Jh.                                             | eingeschossiger Mansardenbau, 1728 erster Bau eines Herrenhauses, nach Brand im 18. Jh. barocke Innenräume im Rokoko erneuert, am 1. Mai 1945 durch sowjetische Armee gesprengt |           |
| Schloss Schwerinsburg  | Schwerinsburg     | VG Koord.          | Vorpommern  | 1733                                                | schlossartiges Herrenhaus als Dreiflügelanlage, zählte zu den bedeutendsten und schönsten Herrenhäusern Norddeutschlands, 1945 durch Brandstiftung vernichtet |           |
| Rittergut Steinbeck    | Bellin            | LRO Koord.         | Mecklenburg | um 1800                                             | klassizistischer 11-achsiger, eingeschossiger Putzbau über Tiefparterre mit zweieinhalbgeschossigem, dreiachsigem Mittelrisalit und jeweils zweiachsigen, wenig vorspringenden, von einer Balustrade bekrönten Eckrisaliten. Satteldach mit zwei Dachgeschossen. Akroteria als Bekrönung der beiden seitlichen und des zentralen Dreieckgiebels. Mittelrisalit mit über Brücke angebundenem Hauptportal und zwei mittels horizontalem Gurtgesims getrennten Vollgeschossen und Dachgeschoß über sockelartig ausgebildetem Tiefparterre. Einbindung älterer, wohl von einer Wasserburg stammender Vorgängerbauten. An der Rückseite des Haupthauses befand sich ein im englischen Stil angelegter Landschaftsgarten unter Einbeziehung eines alten Wassergrabens. Ab 1945 als Unterkunft für Flüchtlinge genutzt. Nach etwa 1950 Nutzung als Kulturhaus mit Tanzsaal und Umwandlung des ehemaligen, etwa 400 ha umfassenden Gutsbetriebes in eine LPG. Haupthaus um 1968 abgerissen. Erhalten sind Reste des Wegenetzes mit Alleebäumen sowie die zu beiden Seiten des Vorhofes gelegenen und heute teils zu Wohnzwecken umgebauten ehemaligen Pferde- und Schweineställe. |           |
| Schloss Wiebendorf     | Bengerstorf       | LUP Koord.         | Mecklenburg | 1882                                                | eines der prächtigsten Westmecklenburger Herrenhäuser, im Stil der italienischen Renaissance erbaut, 1943 Zerstörung des Hauptgebäudes, 1945 Reste gesprengt bzw. abgetragen, Orangerie ist erhalten und saniert, Wirtschaftsgebäude teilweise erhalten |           |

## Legende
Landkreise bzw. kreisfreie Stadt:
- LUP Landkreis Ludwigslust-Parchim
- MSE Landkreis Mecklenburgische Seenplatte
- NWM Landkreis Nordwestmecklenburg
- LRO Landkreis Rostock
- VG Landkreis Vorpommern-Greifswald
- VR Landkreis Vorpommern-Rügen
- SN Schwerin